# Saab Arena
Die Saab Arena ist eine Mehrzweckhalle in der schwedischen Stadt Linköping, Provinz Östergötlands län. Der Namenssponsor der Arena ist seit Juni 2014 der Flugzeugbau- und Rüstungskonzern Saab Aktiebolag. Zuvor war von 2003 bis 2014 der finnisch-schwedischen Bonbonhersteller Cloetta Fazer Namensgeber. In dieser Zeit hieß die Halle Cloetta Center.
Die Saab Arena ist nach dem Ericsson Globe in Stockholm, dem Scandinavium in Göteborg und der Malmö Arena die viertgrößte Veranstaltungshalle in Schweden und wird hauptsächlich für Eishockeyspiele, Konzerte und Shows genutzt. Der Linköpings HC aus der Svenska Hockeyligan trägt seit der Eröffnung 2004 seine Heimspiele im Stadion aus. Zu den bekanntesten Musikern und Bands, die Konzerte im Cloetta Center gaben, gehören Europe, Toto, John Fogerty, Meat Loaf, W.A.S.P. und Whitesnake. In den Jahren 2005, 2008 und 2017 fand bzw. findet jeweils eine Vorrunde des Melodifestivalen, des schwedischen Vorentscheids für den Eurovision Song Contest, in Linköping statt.
Die Halle war zudem einer der Austragungsorte der Handball-Weltmeisterschaft der Herren 2011. 2016 bewarb sich die Arena als Austragungsort des Eurovision Song Contest.